# 有吉日枝神社
有吉日枝神社（ありよしひえじんじゃ）は、千葉市緑区おゆみ野中央五丁目にある神社である。

## 概要
旧有吉町の字宮ノ前にあり、祭神は大己貴命であり、祭日は陰暦9月19日であった。勧請年月日ははっきりしておらず、もともと山王社と称していたが、明治元年に改称して日枝神社となった。
縄文時代の馬蹄形貝塚の上に鎮座しており、境内には貝殻や土器片、石器などの遺物が散財している。社地は、旧有吉町の集落からは少し離れており、舌状台地の基部で標高45メートルもある高台に位置している。有吉の集落は、尾根上の台地に位置し、山林に囲まれた場所であって、農業生産性に低いところであるので、農耕神である山王社を崇敬したものとする説がある。
境内末社が4社あり、八幡社、春日社、香取社、八坂社である。祭神はそれぞれ、応神天皇、天児屋根命、斎王命、素戔嗚命である。
明治43年に村内にあった子安神社、第六天神社、道祖神を当社に合祀した。また、供養塚と称する出羽三山碑が字馬ノ口に置かれていたが、当社の北側に移転した。

## 祭神
- 大己貴命

## アクセス
- JR外房線　鎌取駅　徒歩12分